# 島間網切氏
島間網切氏（トガンマンジョルし、しままあみきりし、朝鮮語: 도간망절씨）は、朝鮮の氏族の一つである。
始祖は、日本人の子として生まれながら第二次世界大戦終戦時の混乱の中で外祖父に託され、後に韓国に帰化した網切一郎である。本貫地である「島間」は一郎の祖父の出身地である鹿児島県の島村（南種子町島間（しまま））から得た。
2015年の韓国国勢調査によると、島間網切氏を本貫とする韓国民は8人である。